# Leonhard Ludwig Finke
Leonhard Ludwig Finke (* 24. Oktober 1747 in Westerkappeln; † 17. Januar 1837 in Lingen) war ein deutscher Professor der Medizin.
Ab 1765 besuchte er das Joachimsthalsche Gymnasium in Berlin, studierte danach Medizin in Halle und promovierte 1772 mit der Arbeit „De salubritate febrium in morbis chronicis“. Er arbeitete zunächst in Lengerich als Geburtshelfer und später in Cassel. 1776 wurde er als Landphysicus und Hebammenlehrer in Tecklenburg eingestellt. 1780 wurde er zum Professor der Medizin am akademischen Gymnasium Lingen ernannt und 1820 pensioniert. Finke erlangt durch seine Veröffentlichung „Versuch einer allgemeinen medicinisch-praktischen Geographie“ (in 3 Bänden 1792–1795 erschienen) eine besondere Bedeutung in der Medizingeschichte.

## Werke
- De morbis biliosis anomalis, occasione epidemiae, cuis historia praemissa est, ab anno 1776-1780 in Comitatu Tecklenburgensi observatis. Accedit duorum infantum mortis causa per anatomen detecta. Henr. Perrenon, Monasterium Westphalorum 1780. Digitalisat Bayerische Staatsbibliothek
  - Abhandlung von Gallenkrankheiten die von ihrer gewöhnlichen Gestalt abzuweichen pflegen, welche bey der vom Jahr 1776 bis 1780 in der Grafschaft Tecklenburg herrschenden Landseuche beobachtet wurden, nebst der Leichenöffnung zweyer verstorbener Kinder … Aus dem Lateinischen mit Anmerkungen und Beobachtungen von Christian Heinrich Schreyer.  Adam Stein, Nürnberg 1787. Digitalisat Bayerische Staatsbibliothek
  - J. L. Finke. Abhandlung von den Anomalischen Gallenkrankheiten … und Johann Peter Frank … Von den Gallichten Larven einiger Krankheiten. Aus dem Lateinischen übersetzt. J. G. Fleischer. Frankfurt am Main 1791. Digitalisat Bayerische Staatsbibliothek
- Versuch einer allgemeinen medicinisch-praktischen Geographie worin der historische Theil der einheimischen Völker- und Staaten-Arzeneykunde vorgetragen wird. Weidmann, Leipzig 1792 Band I , 1792 Band II , 1795 Band III Digitalisate der Bayerischen Staatsbibliothek